# Гней Фулвий Максим Центумал
Гней Фулвий Максим Центумал (на латински: Gnaeus Fulvius Maximus Centumalus) e политик на Римската република от gens Фулвии.

## Биография
Той е син и внук на Гней и брат на Марк Фулвий Петин (консул 299 пр.н.е.).
През 302 пр.н.е. е легат при Марк Валерий Корв и се бие против етруските. През 298 пр.н.е. става консул заедно с Луций Корнелий Сципион Барбат. Печели в битка против самнитите и празнува триумфа си на 13 ноември 298 пр.н.е. През 295 пр.н.е. получава пропреторски imperium и пропъжда етруските от Клузиум в Етрурия.
След около 30 години през 263 пр.н.е. става диктатор (dictator clavi figendi causa). Скоро след това умира. Негови наследници са Гней Фулвий Центумал (консул 229 пр.н.е.) и Гней Фулвий Центумал Максим (консул 211 пр.н.е.), който през 210 пр.н.е. е убит в битка против Ханибал.